# Dictyna hamifera
Dictyna hamifera är en spindelart som beskrevs av Tord Tamerlan Teodor Thorell 1872. Dictyna hamifera ingår i släktet Dictyna och familjen kardarspindlar. Utöver nominatformen finns också underarten D. h. simulans.